# Sezimovo Ústí
Pour les articles homonymes, voir Ústí.
Sezimovo Ústí (en allemand : Alttabor) est une ville du district de Tábor, dans la région de Bohême-du-Sud, en Tchéquie. Sa population s'élevait à 7 109 habitants en 2024.

## Géographie
Sezimovo Ústí est arrosée par la rivière Lužnice (en allemand : Lainsitz), un affluent de la Vltava, et se trouve à 4 km au sud du centre de Tábor — elle fait partie de son agglomération —, à 48 km au nord-nord-est de České Budějovice et à 79 km au sud-sud-est de Prague.
La commune est limitée par Tábor au nord, par Turovec à l'est, par Planá nad Lužnicí au sud et à l'ouest.

## Histoire
La première mention écrite de la localité date de 1262.

## Transports
Par la route, Vimperk se trouve à 6 km de Tábor, à 57 km de Ceské Budejovice et à 98 km de Prague.

## Jumelage
- Thierachern (Suisse)